# Lüləkəran
Lüləkəran è un comune dell'Azerbaigian situato nel distretto di Lerik. Conta una popolazione di 578 abitanti.